# Comisariado del Pueblo de Educación
El Comisariado del Pueblo para la Educación o Comisariado del Pueblo para la Instrucción Pública (en ruso: Народный комиссариат просвещения, Наркомпрос) y comúnmente conocido como Narkomprós (nombre contraído de Narodny Komissariat Prosveschéniya (po Prosveschéniyu), fue la agencia soviética encargada de la administración de la educación pública y de la mayor parte de temas relacionados con la cultura. Este organismo fue creado en octubre de 1917 hasta que en 1946 fue reemplazado por el Ministerio de Educación de la URSS. 

## Historia

### Inicios y objetivo
Creado en octubre de 1917, Anatoli Lunacharski fue designado al frente del mismo ejerciendo de comisario del pueblo hasta 1929. Otros miembros destacados de la dirección del comisariado serían Nadezhda Krúpskaya (esposa de Lenin), el historiador Mijaíl Pokrovski, Evgraf Litkens, y desde fuera (debido a su estrecha colaboración y amistad con Lunacharski), el propio Lenin. 
La primera tarea principal del organismo consistía en organizar y homogeneizar completamente el sistema escolar, y para ello todas las instituciones académicas pasarían a depender directamente del Narkomprós (diseñando una política de lucha contra el analfabetismo a través de la campaña conocida como Likbez).

### Estructura interna y reorganización
El Narkomprós comprendía inicialmente multitud de departamentos como el de la Escuela Única de Trabajo, el de escuelas superiores, el comité de cine, el Proletkult, el comité fotográfico FOTO-KINÓ, o el de bellas artes (IZO), los cuales aparentemente operaban bajo una caótica independencia de cualquier estructura organizativa general.
Las objeciones y parte de las críticas desde el Comité Central al Narkomprós, se basaron en su falta de organización interna y, sobre todo, en el gasto desmesurado de fondos hacia los departamentos artísticos en detrimento de los de educación y alfabetización. En 1920, el Narkomprós sufre una primera modificación donde los departamentos se redujeron a cinco secciones: la organizativa, la de actividades extraescolares, el Proletkult, la agencia de noticias ROSTA, la agencia científica y la de instrucción social (que serán de nuevo reorganizadas en 1921). 

### Última etapa y resultados
En 1929, tras la muerte de Lenin y con Stalin ya consolidado en el poder, Lunacharski es destituido, y en 1932 se disuelven aquellos órganos internos que, como el Proletkult, mantenían demasiada independencia respecto al Partido Comunista.
Si bien en 1917 el 70% de la población adulta no sabía leer ni escribir, para 1939 esa tendencia se había invertido hasta registrar unos índices de analfabetismo del 4,9% para los hombres y el 16,6% para las mujeres.
Finalmente en 1946, el Narkomprós es reemplazado por el Ministerio de Educación.

## Comisarios del Pueblo para la Educación
| Comisario           | Periodo   |
| ------------------- | --------- |
| Anatoli Lunacharski | 1917-1929 |
| Andréi Búbnov       | 1929-1937 |
| Piotr Tiurkin       | 1937-1940 |
| Vladímir Potiomkin  | 1940-1946 |